# Shuttleworth Hall

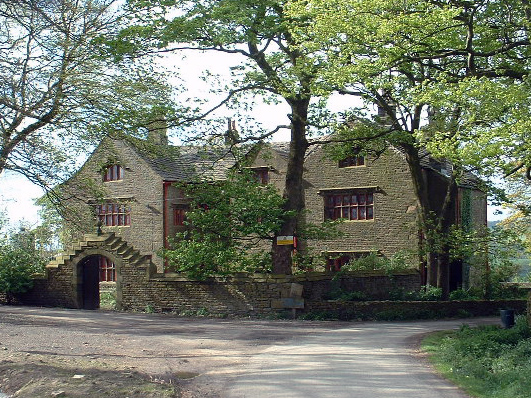
Shuttleworth Hall von vorne (Süden)

Shuttleworth Hall ist ein Herrenhaus in der Gemeinde Hapton in der englischen Grafschaft Lancashire. Das Gebäude aus dem 17. Jahrhundert wurde später als Bauernhaus genutzt und ist heute von English Heritage als historisches Bauwerk I. Grades gelistet.

## Geschichte
Der älteste Teil des Hauses stammt aus der Mitte des 17. Jahrhunderts. Eine Inschrift über dem äußeren Eingang nennt das Baujahr 1639. Auch wenn Geschichtswissenschaftler glauben, dass das Haus ein Sitz der Familie Shuttleworth aus Gawthorpe Hall in Padiham war, so ist doch die Verbindung dieses Familienzweiges zur Shuttleworth Hall nicht klar. Im Jahre 1856 wurde das Gebäude als Bauernhof beschrieben und hatte zwei getrennte Wohnungen. Im April 1953 wurde Shuttleworth Hall als historisches Bauwerk I. Grades ausgewiesen. Dies wird Gebäuden zuteil, die „von außergewöhnlichem Interesse, manchmal auch als international wichtig, angesehen werden.“ Die Gartenmauer und der Einfahrtsbogen sind zusätzlich als historischen Bauwerke II*. Grades gelistet.

## Architektur
Das Haus wurde aus Sandstein-Bruchstein in Lagen gebaut; das Dach ist mit Steinplatten gedeckt. Es hat einen Grundriss in Form eines H und zwei Stockwerke. Die meisten Fenster sind gekuppelt und haben Kämpferfenster; die Fenster der Halle sind nicht gekuppelt. Ein Garten an der südlichen Vorderseite des Hauses ist mit einer Mauer eingefriedet, deren Durchgang einen Segmentbogen besitzt.